# 加德納 (堪薩斯州)
加德納（英語：Gardner）是一個位於美國堪薩斯州約翰遜縣的城市。

## 地方資料
根據2020年美國人口普查的數據，加德納的面積為26.72平方千米，當中陸地面積為26.62平方千米，而水域面積為0.10平方千米。當地共有人口23287人，而人口密度為每平方千米871.52人。